# 王还
王还（1915年—2012年5月7日），曾用名王世还，女，福建福州人，中国语言学家，北京语言大学教授，曾任中国语言学会常务理事。